# Lijst van afleveringen van Naruto
Dit is een lijst van afleveringen van de Japanse animeserie Naruto.

## Seizoen 1
| Nr. | Titel                                              | Beschrijving | Uitzenddatum      | Uitzenddatum      |
| --- | -------------------------------------------------- | --- | ----------------- | ----------------- |
| 1.  | Enter: Naruto Uzumaki                              | Een 12-jarige jongen, genaamd Naruto, krijgt voor het eerst in zijn leven te horen dat hij de NineTaled demon Fox in hem heeft zitten. Hij is hierdoor zeer geschokt.                                                 | 3 oktober 2002    | 10 september 2005 |
| 2.  | My Name Is Konohamaru!                             | Naruto ontmoet een jongetje, genaamd Konohamaru, en onder verzoek van de jongetje zelf wordt Naruto zijn trainer. | 10 oktober 2002   | 10 september 2005 |
| 3.  | Sasuke And Sakura: Friends or Foes?                | Een jongen ,genaamd Sasuke, wordt al sinds kinds af aan achtervolgd door de meiden. Sakura, een knap meisje waar Naruto verliefd op is, slaat haar slag en probeert indruk te maken. Maar is dit wel de echte Sasuke? | 17 oktober 2002   | 17 september 2005 |
| 4.  | Pass or Fail: Survival Test!                       | Als alle groepen zijn ingedeeld, doen Naruto, Sakura en Sasuke met hun sensei(=leider) Kakashi Hatake een test. | 24 oktober 2002   | 24 september 2005 |
| 5.  | Kakashi's Final Decision: You Failed!              | Naruto is de enige zonder bel en krijgt dus geen lunch. Maar bij Kakashi moet je blijkbaar de regels breken om te slagen.                                                                                             | 31 oktober 2002   | 1 oktober 2005    |
| 6.  | A Dangerous Mission! Journey To The Land of Waves! | Team Kakashi krijgt een missie om een brugbouwer te begeleiden naar zijn dorp. | 7 november 2002   | 8 oktober 2005    |
| 7.  | Assassin of The Mist                               | Team Kakashi komt aan bij de brug, maar loopt op tegen een ninja, genaamd Zabuza. | 14 november 2002  | 15 oktober 2005   |
| 8.  | The Oath of Pain                                   | Kakashi wordt door Zabuza gevangen in een waterschild. Sasuke en Naruto bedenken een slim plannetje om hem te bevrijden.                                                                                              | [21 november 2002 | 22 oktober 2005   |
| 9.  | Kakashi: Sharingan Warrior!                        | Kakashi ontsnapt uit de waterschild dankzij de strategie van Naruto en Sasuke. Kakashi weet Zabuza te verzwakken met zijn Sharingan, maar dan wordt Zabuza plotseling uitgeschakeld door een gemaskerde jongen.       | 28 november 2002  | 29 oktober 2005   |
| 10. | The Forest of Chakra                               | Team 7 is van Zabuza af maar keert nog niet terug naar de Leaf Village. In plaats daarvan trainen Sasuke en Naruto op hun chakra in het voetenwerk.                                                                   | 5 december 2002   | 5 november 2005   |